# 대한민국 형법 제310조
대한민국 형법 제310조는 명예훼손 위법성의 조각에 대한 형법각칙의 조문이다.

## 조문
제310조(위법성의 조각) 제307조제1항의 행위가 진실한 사실로서 오로지 공공의 이익에 관한 때에는 처벌하지 아니한다.

第310條(違法性의 阻却) 第307條第1項의 行爲가 眞實한 事實로서 오로지 公共의 利益에 關한 때에는 處罰하지 아니한다.

## 해설
공연히 사실을 적시하여 사람의 명예를 훼손한 행위가 진실한 사실로서 오로지 공공의 이익에 관한 때에는 위법성이 조각된다는 내용이다.

## 판례
- 형법 제310조에 정한 ‘진실한 사실’은 내용 전체의 취지를 살펴볼 때 중요부분이 객관적 사실 과 합치되는 사실이라는 의미로서 세부에 있어 진실과 약간 차이가 있거나 다소 과장된 표현 이 있더라도 무방하다.[1]
- 형법 제310조에 정한 진실한 사실로서 오로지 공공의 이익에 해당하는지 여부는 행위자가 증명해야 한다.[2]
- 법인도 사회적 활동과 관련하여 명예를 향유할 수 있는 이상 명예훼손죄의 객체가 된다.[3]
- 적시된 사실이 공공의 이익에 관한 것인지 여부는 당해 적시 사실의 구체적 내용, 당해 사실의 공표가 이루어진 상대방의 범위의 광협, 그 표현의 방법 등 그 표현 자체에 관한 제반 사정을 감안함과 동시에 그 표현에 의하여 훼손되거나 훼손될 수 있는 타인의 명예의 침해의 정도도 비교·고려하여 결정하여야 한다.[4]
- 방송 등 언론매체가 사실을 적시하여 타인의 명예를 훼손하는 행위를 한 경우 형법 제310조에 의하여 처벌되지 않기 위해서는 적시된 사실이 객관적으로 볼 때 공공의 이익에 관한 것으로서 행위자도 공공의 이익을 위하여 그 사실을 적시한 것이어야 될 뿐만 아니라, 그 적시된 사실이 진실한 것이거나 적어도 행위자가 그 사실을 진실한 것으로 믿었고, 또 그렇게 믿을 만한 상당한 이유가 있어야 할 것이며 ( 대법원 2002. 9. 24. 선고 2002도3570 판결 등 참조), 한편 그것이 진실한 사실로서 오로지 공공의 이익에 관한 때에 해당된다는 점은 행위자가 증명하여야 한다.[5]
- 형법 제310조에서 ‘오로지 공공의 이익에 관한 때’라 함은 적시된 사실이 객관적으로 볼 때, 공공의 이익에 관한 것으로서 행위자도 주관적으로 공공의 이익을 위하여 그 사실을 적시한 것이어야 하는 것인데, 여기의 공공의 이익에 관한 것에는 널리 국가·사회 기타 일반 다수인의 이익에 관한 것뿐만 아니라 특정한 사회집단이나 그 구성원 전체의 관심과 이익에 관한 것도 포함하는 것이고, 적시된 사실이 공공의 이익에 관한 것인지 여부는 당해 적시사실의 내용과 성질, 당해 사실의 공표가 이루어진 상대방의 범위, 그 표현의 방법 등 그 표현 자체에 관한 제반 사정을 감안함과 동시에 그 표현에 의하여 훼손되거나 훼손될 수 있는 명예의 침해 정도 등을 비교·고려하여 결정하여야 한다 - 피고인 1이 자신과 관련된 선거범죄 사건의 제보자를 전파가능성이 있는 같은 당 당원들에게 알리는 행위는 공소외 1의 제보로 인하여 수사를 받거나 처벌을 받게 될 피고인들 및 그들과 이해를 같이하는 자들의 개인적인 이해관계에 부합하는 행위일 뿐 선거범죄의 처벌을 통하여 공명정대한 선거문화를 정착하려는 공공의 이익에 반하는 행위라고 판단한 원심을 수긍한다[6]

- 형법 제310조 소정의 '진실한 사실'이란, 내용 전체의 취지로 보아 중요 부분이 객관적 사실과 합치되는 사실이라는 의미로서 일부 자세한 부분이 차이가 나거나 다소 과장된 표현이 있더라도 무방하다[7]

- 공연히 사실을 적시하여 사람의 명예를 훼손한 행위가 처벌되지 않기 위하여는 적시된 사실이 객관적으로 볼 때 공공의 이익에 관한 것으로서 행위자도 공공의 이익을 위하여 그 사실을 적시한 것이어야 될 뿐만 아니라, 그 적시된 사실이 진실한 것이거나 적어도 행위자가 그 사실을 진실한 것으로 믿었고, 또 그렇게 믿을 만한 상당한 이유가 있어야 하는 것인바, 여기에서 '진실한 사실'이란 그 내용 전체의 취지를 살펴볼 때 중요한 부분이 객관적 사실과 합치되는 사실이라는 의미로서, 세부에서 진실과 약간 차이가 나거나 다소 과장된 표현이 있더라도 무방한 것이고, 나아가 '공공의 이익'에는 널리 국가․사회 기타 일반 다수인의 이익에 관한 것뿐만 아니라 특정한 사회집단이나 그 구성원 전체의 관심과 이익에 관한 것도 포함되는 것으로서, 적시된 사실이 공공의 이익에 관한 것인지 여부는 당해 적시 사실의 내용과 성질, 당해 사실의 공표가 이루어진 상대방의 범위, 그 표현의 방법 등 그 표현 자체에 관한 제반 사정을 감안함과 동시에 그 표현에 의하여 훼손되거나 훼손될 수 있는 명예의 침해 정도 등을 비교․고려하여 결정하여야 하고, 행위자의 주요한 동기 내지 목적이 공공의 이익을 위한 것이라면 부수적으로 다른 사익적 목적이나 동기가 내포되어 있더라도 형법 제310조의 적용을 배제할 수 없는 것이며, 형법 제309조 소정의 '사람을 비방할 목적'이란 가해의 의사 내지 목적을 요하는 것으로서 공공의 이익을 위한 것과는 행위자의 주관적 의도의 방향에 있어 서로 상반되는 관계에 있다고 할 것이므로, 적시한 사실이 공공의 이익에 관한 것인 때에는 특별한 사정이 없는 한 비방의 목적은 부인된다[8]

- 형법 제310조에서 말하는 공공의 이익에는 널리 국가, 사회 기타 일반 다수인의 이익에 관한 것뿐만 아니라 특정 사회집단이나 그 구성원 전체의 관심과 이익에 관한 것도 포함되고, 행위자의 주요한 동기 내지 목적이 공공의 이익을 위한 것이라면 부수적으로 다른 개인적인 목적 또는 동기가 내포되어 있거나 그 표현에 있어서 다소 모욕적인 표현이 들어 있다 하더라도 형법 제310조의 적용을 배제할 수 없다. 나아가 공인이나 공적 기관의 공적 활동 혹은 정책에 대하여는 국민의 알 권리와 다양한 사상, 의견의 교환을 보장하는 언론의 자유의 측면에서 그에 대한 감시와 비판기능이 보장되어야 하므로 명예를 훼손당한 자가 공인인지, 그 표현이 객관적으로 국민이 알아야 할 공공성, 사회성을 갖춘 공적 관심사안에 관한 것으로 사회의 여론형성 내지 공개토론에 기여하는 것인지, 피해자가 그와 같은 명예훼손적 표현의 위험을 자초한 것인지 여부 등의 사정도 적극 고려되어야 한다. 따라서 이러한 공적 관심사안에 관하여 진실하거나 진실이라고 봄에 상당한 사실을 공표한 경우에는 그것이 악의적이거나 현저히 상당성을 잃은 공격에 해당하지 않는 한 원칙적으로 공공의 이익에 관한 것이라는 증명이 있는 것으로 보아야 한다[9]

## 참고 문헌
- 김재윤(학원인), 손동권 저, 새로운 형법각론, 율곡출판사,... 2013. ISBN 9788997428342
- 조인현. (2024). 명예훼손죄의 성립경위 - 형법 제310조의 개정방향과 관련하여 -. 인권과 정의,(524), 35-60.
- 한덕열. (1982, 3). 예상문제와 답안작성요령(형법-형법 제310조를 설명하라). 고시계, 27(4), 205-207.
- 이승선. (2003). 공적 인물에 대한 명예훼손과 형법 제310조에 의한 위법성 조각. 한국방송학보, 17(3), 161-196.
- 손동권. (1997, 11). 형법 제310조의 적용범위. 고시계, 42(12), 69-81.
- 이석배. (2011, 9). 형법 집합명칭에 의한 명예훼손과 형법 제310조의 적용범위. 고시계, 56(10), 24-33.
- 신영준. (2006, 1). 제1차시험 예상논점정리와 예제/刑法(17) 從犯/名譽毁損罪의 제310조 違法性阻却. 고시계, 51(2), 143-160.
- 유의선. (1998). 인터넷상의 명예훼손 위법성 구성 및 조각사유 준용에 관한 연구: 형법 307~310조를 중심으로. 한국언론학보, 43(2), 179-209.

## 같이 보기
- 대한민국 형법 제308조
- 위법성 조각사유